# Radipold von Egmont
Radipold von Egmont (auch Ratibold von Egmont, Radibold von Egmont) war der Sage nach Erbauer der Burg Hirschstein, Urvater der Warter, Notthafft und Hirschsteiner, einer kaiserlichen Urkunde zufolge auch der Elsenheimer und einer altdeutschen Reimchronik auch der Hürnheimer.

## Sage
Radipold sei ein holländischer Graf bzw. Friesenfürst aus Egmond „in ziemlichen Wohlstande und Ansehen“ gewesen. Er habe zu Zeiten Karls des Großen gelebt und im Jahr 797 die Burg Hirschstein auf dem Elsenberg errichtet.
Seine Frau sei die schöne Gisela gewesen. Zusammen mit Radipolds Jugendfreund lebten sie auf der Ritterburg in Frisien. Dieser aber liebte Gisela heimlich und tröstete sie, wenn Radibold auf die Jagd ging. Ein Jahr nach Eheschließung wurde das Verhältnis so eng, dass Radibold sie bei seiner Rückkehr von der Jagd in seinen Armen antraf. Aus „seinen bisher so süßen Träumen gerissen“ und geschmerzt, verließ er sein Vaterland mit einigen Knechten und ritt Richtung Deutschland. Über Köln, Fulda und Regensburg, wo er Karl den Großen 791 antraf, den Kampf gegen die Awaren zu eröffnen. Nach Jahren verliebte er sich in die von ihrem Vater Winnefried von Seiboldsdorf zuhause gehaltenen Else. Radibold hatte sich zuvor als Knappe im Dienst des Kaisers bei Winnefried auf seiner Burg vorgestellt. Else hatte den Ruf wunderschön zu sein, auch wenn sie bisher noch niemand gesehen hatte. Radibold aber konnte sie sehen, indem er beim Abschied einen Blick in ihr Gemach warf, und nahm sie sehr zum Unmut Winnfrieds mit sich.
Später erbaute er die Burg Hirschstein auf dem Elsenberg in Erinnerung an die „glänzendweiße“ Hirschkuh, die ihn zu seiner Frau führte, die er bei einer Jagd einst aus den Augen verlor und sich in einer Höhle von der Milch der Hirschkuh ernährte.

## Urkunde
Nach einer beglaubigten, im Jahr 1642 erstellten, im Bayerischen Hauptstaatsarchiv befindlichen Abschrift einer angeblich in Landsberg ausgestellten Urkunde bestätigte Kaiser Ludwig der Bayer am 25. Mai 1330 Heinrich Elßenberger von Hirschenstein, genannt Hirnhaimer, gemäß einer Vereinbarung mit Graf Albert Notthaft, den Hirnhaimern und den Wartern, die wie auch „die Elsenheimer ... alle vom Großherrn zu Egmont aus Holland herkommen“, die Erlaubnis zur Führung des Namens „von Elsenberg“. Kaiser Maximilian I. bestätigte diese Urkunde jeweils in Konstanz, einmal am 20. April 1507 und einmal am 8. April 1511.
Johann Dresslin bemerkte, dass Kaiser Maximilian am 8. April 1511 Erb- und Abstammungsstreitigkeiten unter den verschiedenen Hirnheimer Linien entschieden und mit dieser Urkunde die alte Familientradition (Abstammung von Radipold von Egmont) bestätigt hat.
Johann Friedrich Böhmer bemerkte in den Regesta Imperii: „Diese Urkunde ist unächt, denn K. Ludwig hielt sich damals nicht in Landsberg, sondern in Speyer auf.“ Die angebliche Urkunde vom 25. Mai 1330, die Albrecht Notthafft einen Grafen nennt, wird als Zweckfälschung aus dem Anfang des 17. Jahrhunderts beurteilt.

## Reimchronik
„Elsenberg“, auch „alt lied vom ritter Radibolt und von der zerstörung der vesten Hirschstain“, Abschrift „Aus einer altdeutschen Reimchronik mit etwas geänderter Schreibweise“ in: Oberpfälzischer Anzeiger für das Jahr 1845. Erster Jahrgang. Seiten 436 und 443 (Fortsetzung).

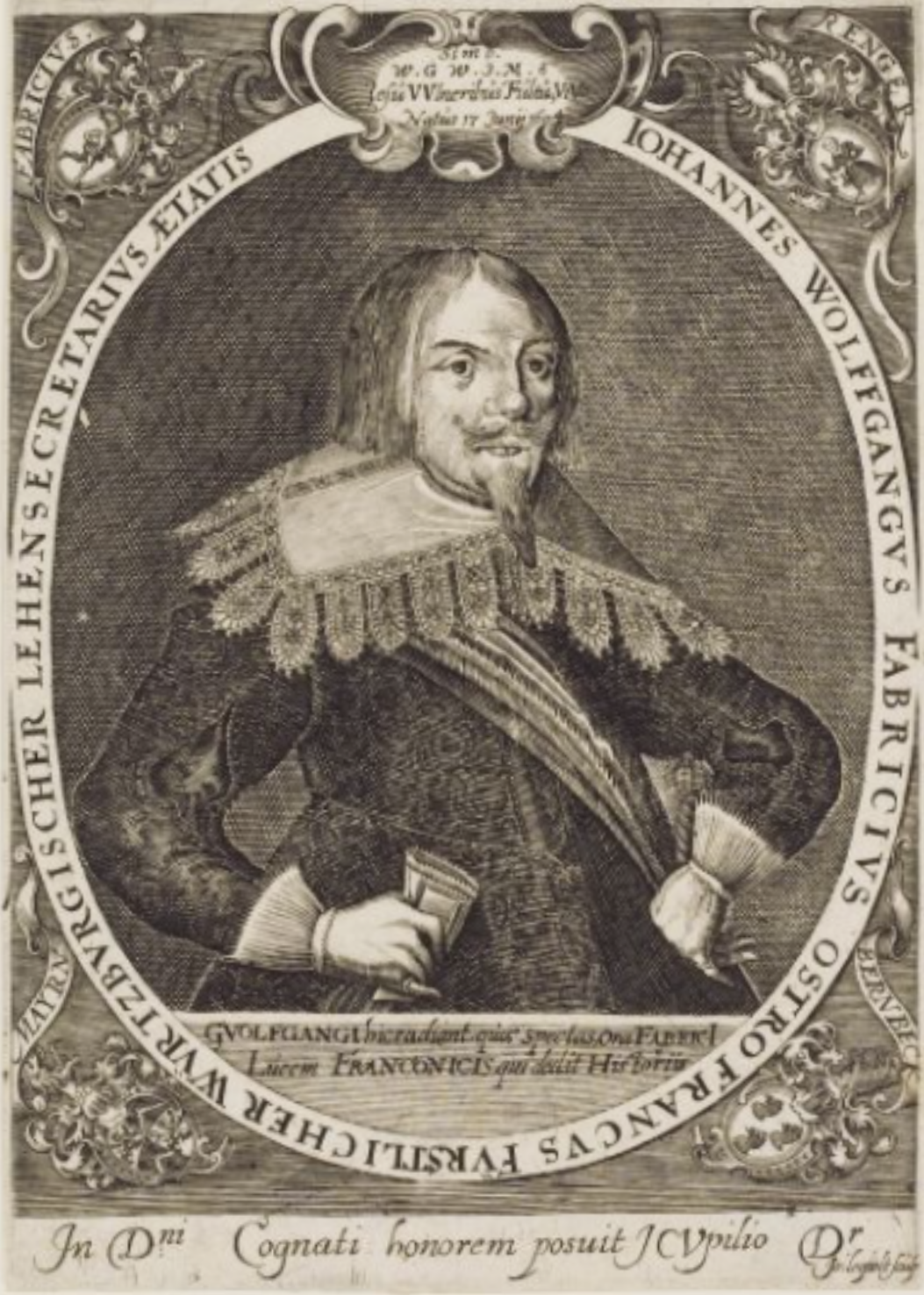
Johann Wolfgang Fabricius, Verfasser einer vergleichsweise frühen Quelle der Reimchronik

Das „Lied“ bzw. „Gedicht“, „Reimchronik“ wurde im Originaltext in einem verfallenen Turm der Burg Hirschstein unter vielen („etlichen“) Hirnheimbischen und Elsenbergischen Dokumenten gefunden, wie es im Nachsatz heißt. Es wurde zwischenzeitlich vom Würzburger Johann Wolfgang Fabricius (1604–1664) in einem seiner Werke festgehalten.